# Herzog-Heinrich-Denkmal
Das Herzog-Heinrich-Denkmal in Marienberg im sächsischen Erzgebirge erinnert an den Stadtgründer Herzog Heinrich von Sachsen (1473–1541), genannt der Fromme. Es handelt sich um eine Bronzestandfigur auf hohem Granitsockel, die aufgrund ihrer ortsgeschichtlichen und künstlerischen Bedeutung unter Denkmalschutz steht. Das Denkmal hat seinen Standort seit 1900 auf dem Marktplatz der Stadt.

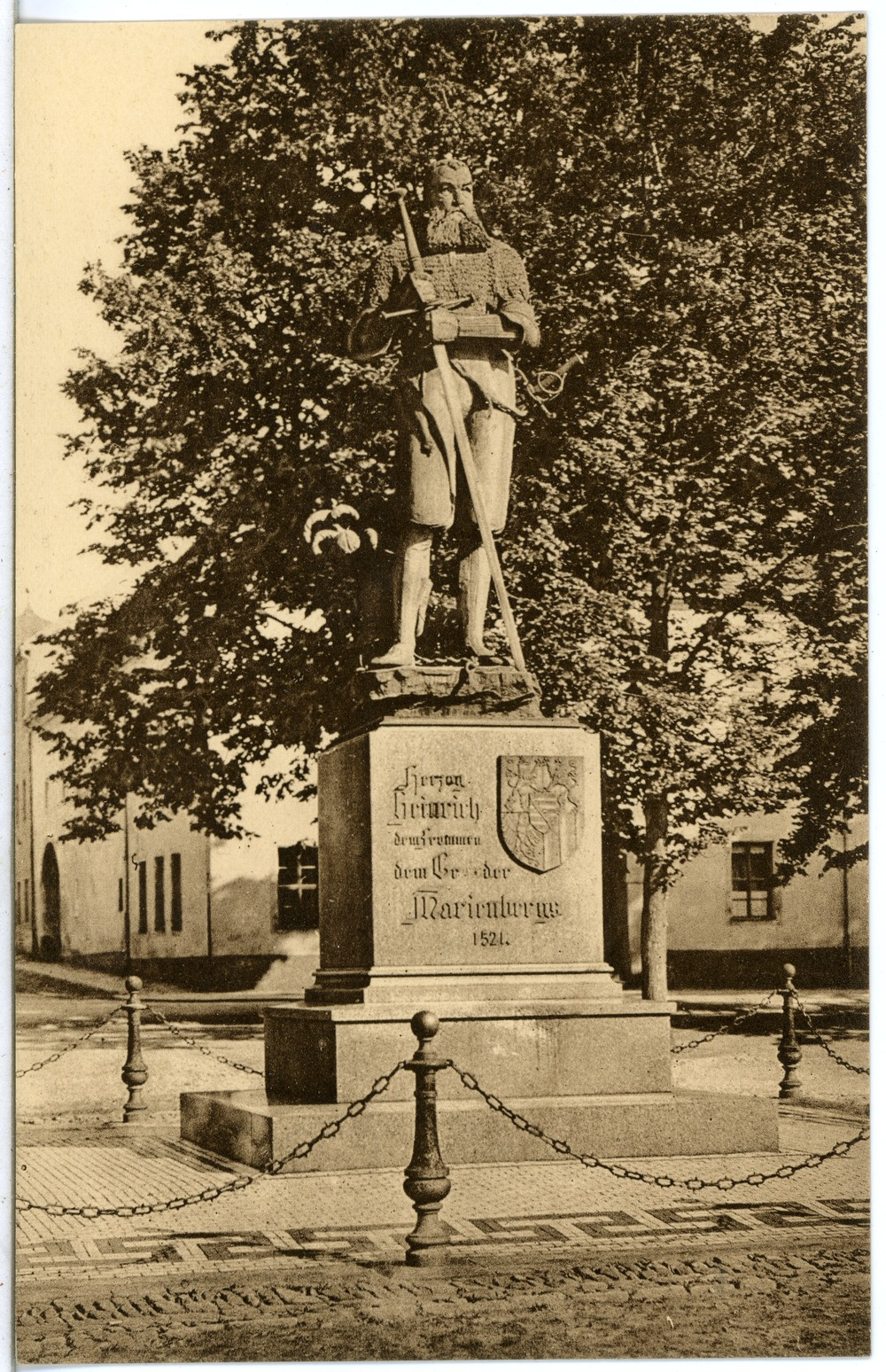
Denkmal für Heinrich den Frommen (Zustand 1923)

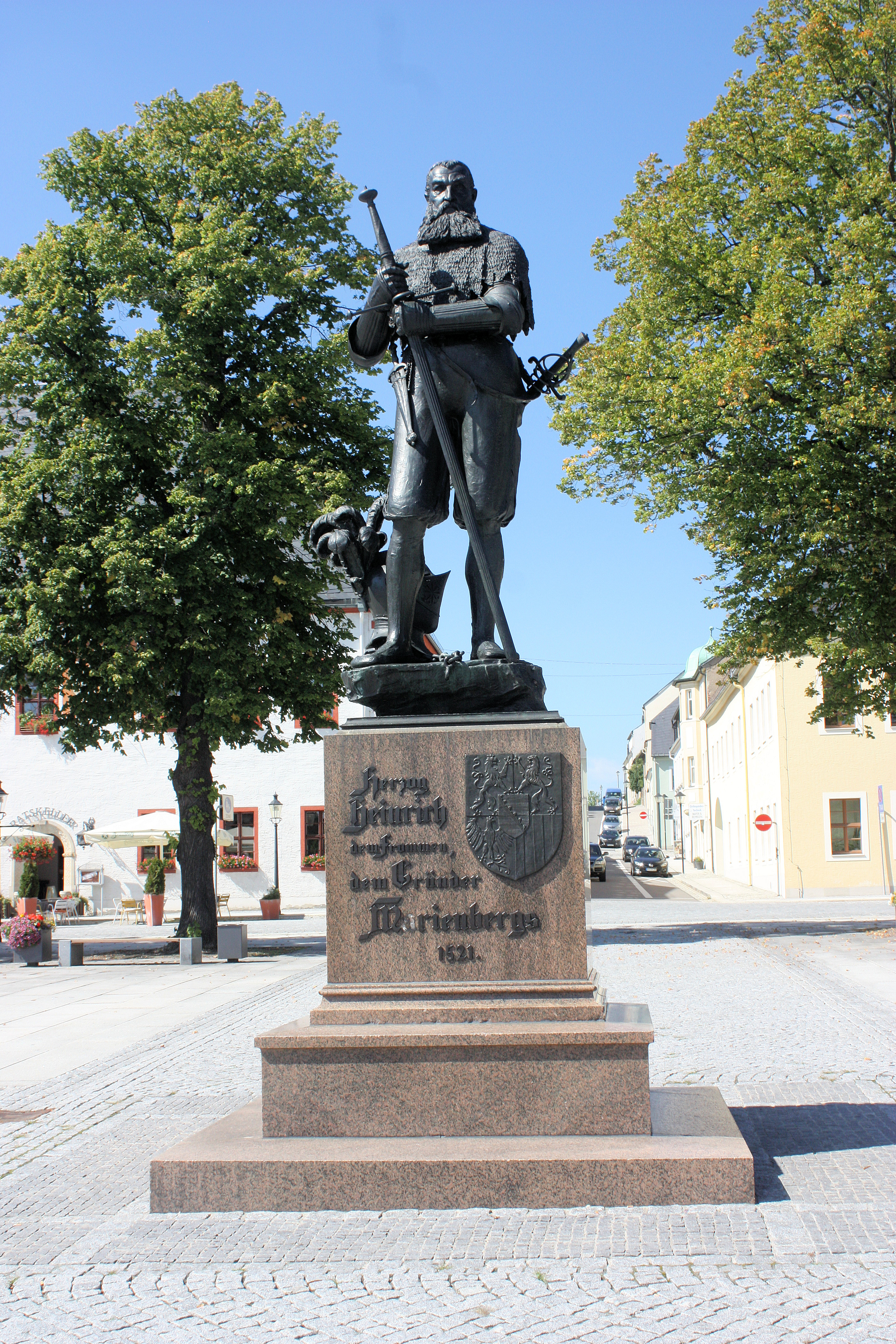
Denkmal für Heinrich den Frommen (Zustand 2015)

## Geschichte
Bestehende Pläne zur Errichtung eines Denkmals für den Stadtgründer von Marienberg gab es bereits im ausgehenden 19. Jahrhundert u. a. im Erzgebirgsverein. Aufgrund der finanziellen Situation konnte das Vorhaben erst 1900 umgesetzt werden. 
Die Figur des Herzogs Heinrich wurde nach einem Modell des Bildhauers Friedrich Offermann in Lauchhammer in Bronze gegossen und auf einem hohen, polierten Sockel aus schwedischem Granit errichtet. Offermann nahm als Vorlage für sein Modell eine Zeichnung Heinrichs von Lucas Cranach dem Älteren. Dass der Herzog den Beinamen „der Fromme“ aufgrund der durch die von ihm 1539 im albertinischen Sachsen eingeführte Reformation erhielt, wird durch die an seinen Füßen liegende Bibel ausgedrückt. Am Sockel des Denkmals befindet sich neben dem Namen des Herzogs das Wappen des albertinischen Sachsens.
Die feierliche Einweihung des Denkmals fand am 30. Juli 1900 statt. Als Ehrengast war Prinz Albert von Sachsen aus dem Hause Wettin persönlich anwesend.